# Eric Boot
Eite (Eric) Boot (Oldehove, 16 juni 1922 - Borger, 8 december 2014) was een Nederlandse kunstenaar.

## Leven en werk
Boot volgde een opleiding aan de Koninklijke Academie van Beeldende Kunsten in Den Haag. Vanaf 1963 werkt hij als zelfstandig beeldhouwer, eerst in Den Haag, later in Drenthe.
Boot was naast zijn werk als beeldhouwer jarenlang docent geweest aan het ICO (Instituut voor Creatieve Ontwikkeling) in Assen. Ook na zijn pensionering gaf hij nog wekelijks les in onder andere beeldhouwen bij stichting Try-OuT in zijn woonplaats Borger.
In 2007 werd hij benoemd tot lid in de Orde van Oranje-Nassau.

## Enkele werken
- Zonder titel - reliëf (1966), Isabellaland in Den Haag
- Driedelig plastiek (1970), Beeldenroute Zuiderpark Den Haag in Den Haag
- Water en vuur (1982), van Schaikweg in Emmen
- Zonder titel, Molenstraat in Borger
- Zonder titel, De Boskamp, Assen
- Zonder titel, Hendrik de Ruiterstraat, Assen
- Zonder titel, Park Diepstroeten, Assen

## Fotogalerij

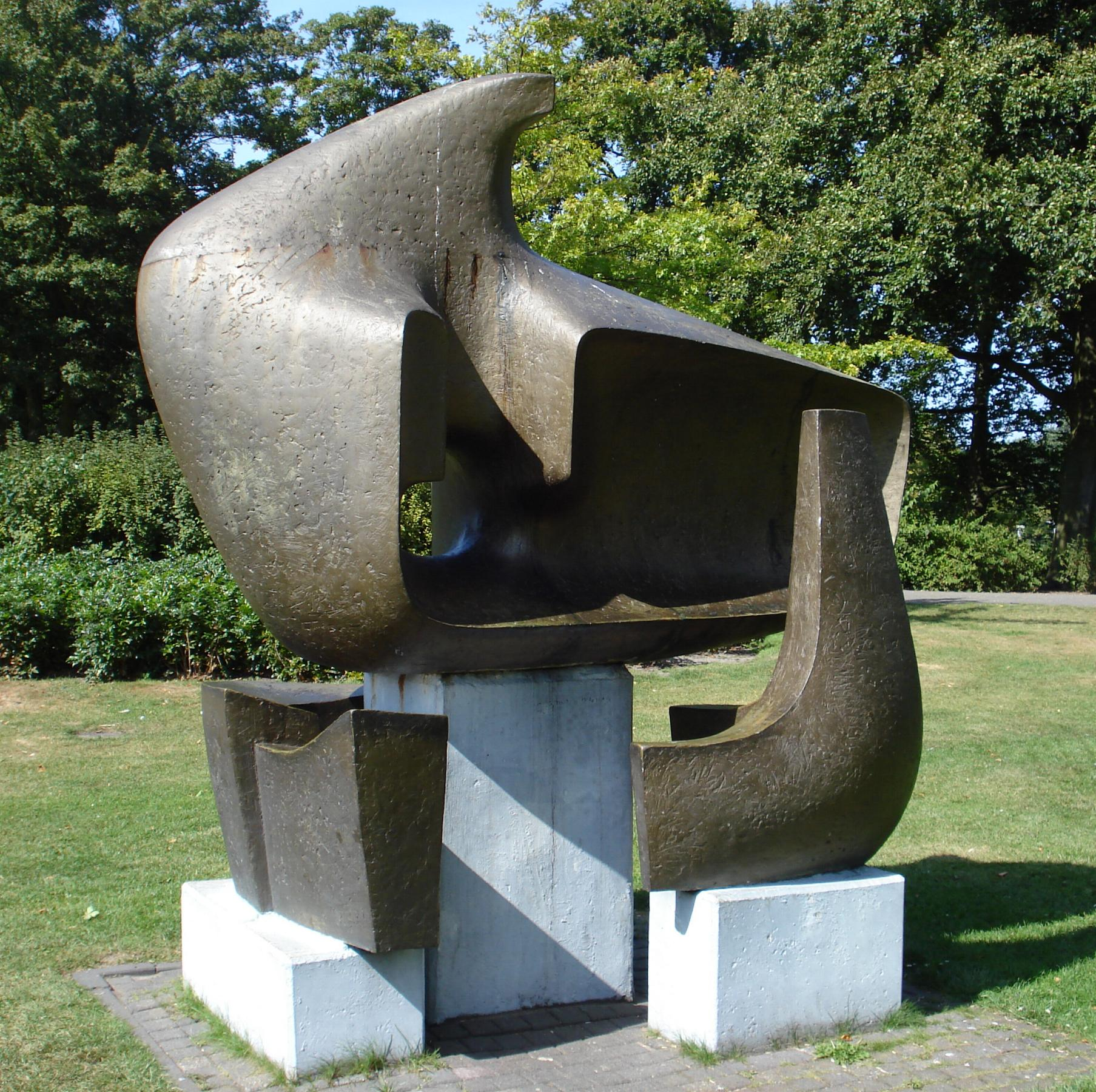
Driedelig plastiek, Beeldenroute Zuiderpark in Den Haag
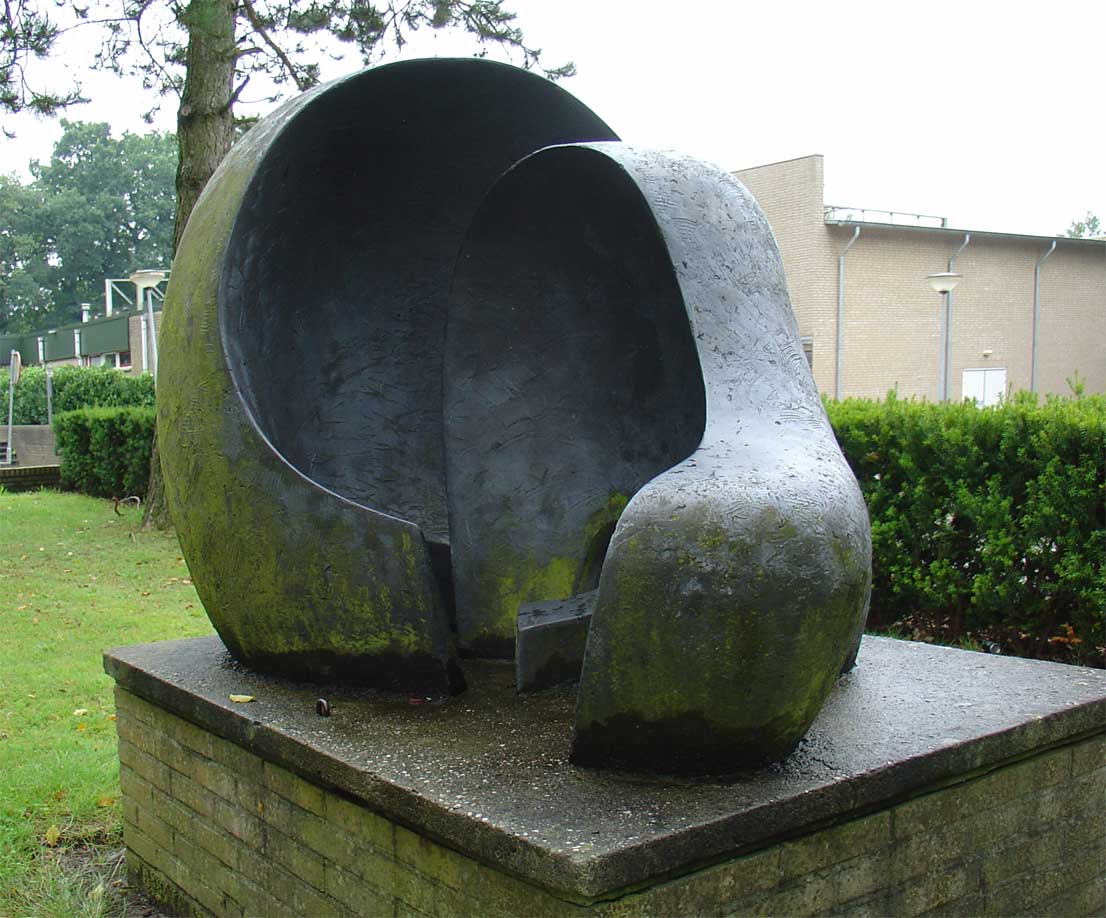
Zonder titel, Molenstraat in Borger
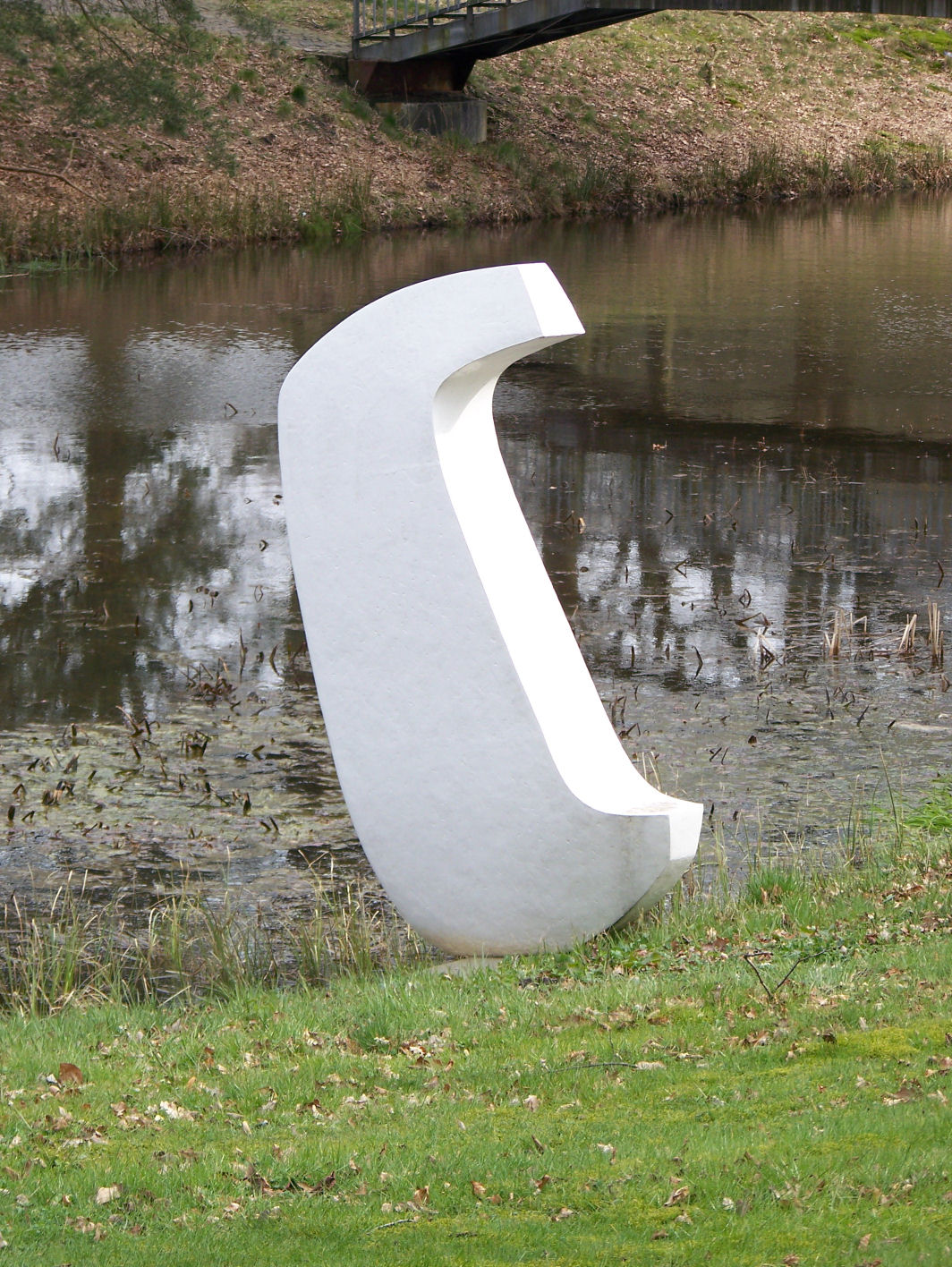
Zonder titel, De Boskamp in Assen
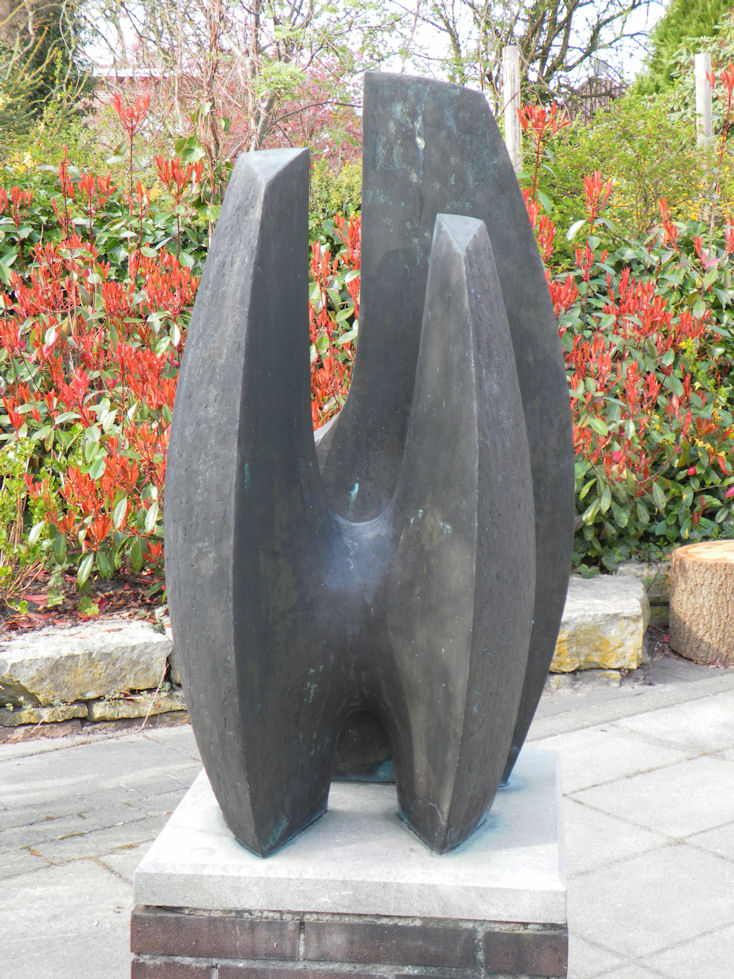
Zonder titel, Hendrik de Ruiterstraat in Assen
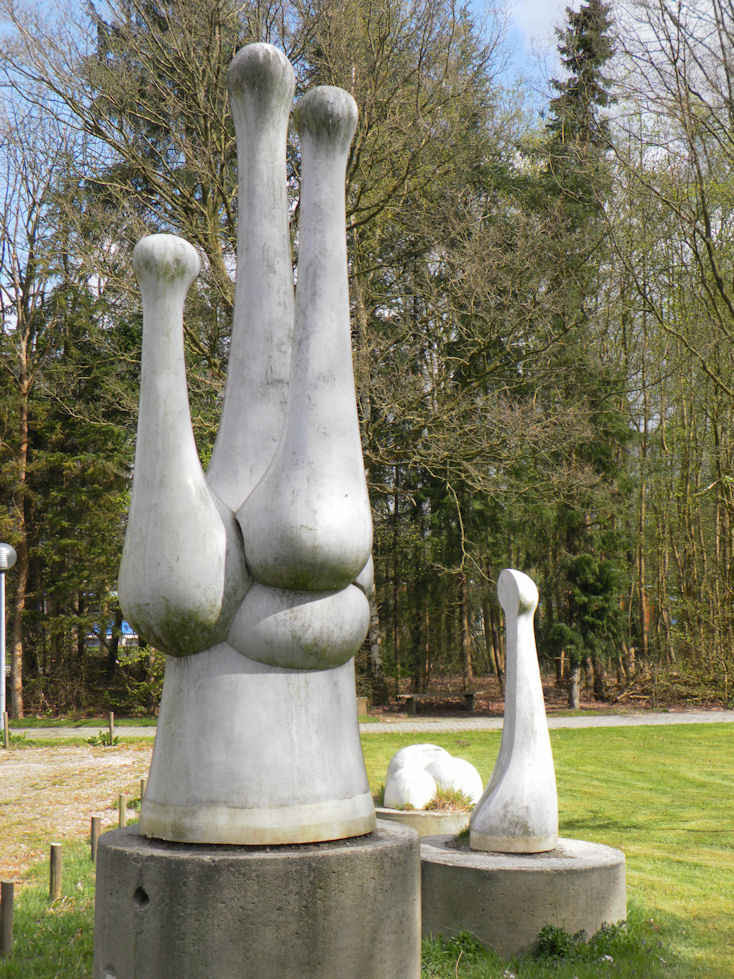
Zonder titel, Park Diepstroeten in Assen